# Adán Ríos
Adán Ríos Ábrego (n. Santiago de Veraguas, 27 de septiembre de 1947) es un médico y oncólogo panameño. Es reconocido por realizar investigaciones para crear una vacuna que combata al virus de inmunodeficiencia humana (VIH).

## Biografía
Nació en Santiago de Veraguas, y se mudó al barrio de El Chorrillo, en la ciudad de Panamá. Sus padres, Evangelista Ábrego y Adán Ríos padre, establecieron una abarrotería en dicho barrio, con el fin de pagar la educación a su hijo. Adán hijo cursó estudios primarios en la Escuela Nicolás Pacheco y los estudios secundarios en el Colegio Javier.
Se graduó como Doctor en Medicina en la Universidad de Panamá y trabajó en el Hospital Gerardino De León de Las Tablas, luego hizo su residencia médica en el Hospital Gorgas. En 1975 obtiene su especialización en oncología en el Centro Oncológico M. D. Anderson de la Universidad de Texas de Houston, uno de los principales institutos dedicados a esa especialidad en los Estados Unidos.
Regresó a Panamá en 1978, trabajando en el Instituto Oncológico Nacional por un año y medio, luego al Instituto Gorgas y posteriormente al Centro Oncológico M. D. Amderson hasta 1987. Después fundó su propia actividad médica profesional y creó una fundación que lleva su propio nombre, con el fin de realizar investigaciones en la oncología.

### Reconocimientos
Ha dedicado más de 25 años a la oncología, resaltando su contribución a una vacuna al síndrome de inmunodeficiencia adquirida (SIDA). Su investigación condujo a la creación de una de las tres patentes desarrolladas para vacunas preventivas contra el VIH en Estados Unidos.
Esto le valió el reconocimiento del Centro Oncológico M. D. Anderson con el Premio del Alumno Distinguido en 2001, de la Orden Municipal Bernardo A. Lombardo del Distrito de Panamá en 2002 y de la Medalla Presidencial de la Universidad George Washington en 2003. Durante la presidencia de Mireya Moscoso fue nombrado Embajador panameño de la Salud.
El 7 de agosto de 2019, la Exministra de Salud Rosario Turner le entregó la medalla al mérito Dr. José Renán Esquivel Oses por su contribución a la investigación científica y su desempeño con los avances en la vacuna contra el síndrome de inmunodeficiencia adquirida (SIDA).